# Menthon
Menthon (chemicky trans-2-isopropyl-5-methylcyklohexanon) je přírodní organická sloučenina patřící mezi monoterpeny a cyklické ketony. V přírodě běžnější enantiomer je (−)-menthon (l-menthon). Ostatní dva diastereomery se nazývají isomenthon.
Díky své mátové vůni se menthon používá na výrobu parfémů a v kosmetice. Rovněž nachází využití jako přírodní pesticid.

## Výskyt
Menthon je součástí silic v poleji obecné, mátě peprné, mátě rolní, pelargoniích a dalších rostlinách, ve většině z nich má poměrně malé zastoupení. V silicích byl poprvé nalezen roku 1891, o deset let později, než se jej poprvé podařilo vyrobit oxidací mentholu.

## Příprava a výroba
Menthon je levně dostupný jako směs enantiomerů; čisté enantiomery jsou výrazně dražší. V laboratoři se dá připravit oxidací mentholu okyselenými dichromany.
Je-li tato oxidace provedena stechiometricky za přítomnosti diethyletheru jako spolurozpouštědla, z velké části se zamezí epimerizaci (−)-menthonu na (+)-menthon (d-menthon). Čistý (−)-menthon má silnou mátovou vůni, jejíž kvalitu přítomnost (+)-menthonu snižuje.

## Historie
Menthon byl poprvé popsán roku 1881, kdy byl získán zahříváním mentholu s kyselinou chromovou.
Výzkum menthonu stál za objevem jednoho z nejvýznamnějších reakčních mechanismů v organické chemii. Roku 1889 Ernst Beckmann zjistil, že se menthon při rozpouštění v koncentrované kyselině sírové mění na novou látku. Beckmann si uvědomil, že musí docházet ke změně konfigurace na asymetrickém uhlíkovém atomu vedle karbonylové skupiny a vytvořil myšlenku, že se tak děje skrz enolový tautomer. Toto byl jeden z prvních případů zaznamenaného vlivu (téměř) nedetekovatelného meziproduktu na výsledek reakce.